# Torgsin

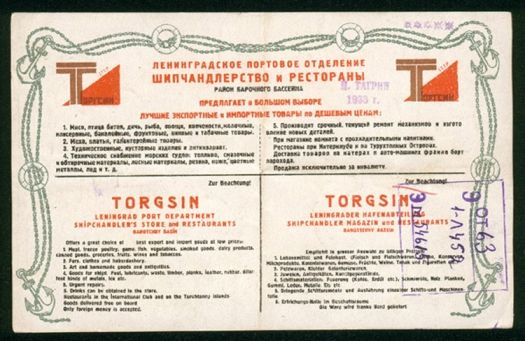
Anuncio de un Torgsin en Leningrado, 1933.

Torgsin (en ruso: Торгсин) eran tiendas estatales de divisas que operaron en la Unión Soviética entre 1931 y 1936. Su nombre era un acrónimo de torgovlia s inostrantsami (en ruso: торговля с иностранцами ), "comercio con extranjeros". A diferencia de las tiendas Beryozka posteriores, las tiendas Torgsin estaban abiertas a todos los ciudadanos soviéticos, siempre que tuvieran acceso a divisas, oro o joyas. Torgsin fue establecido por orden del presidente de Sovnarkom, Viacheslav Mólotov, del 5 de julio de 1931 y disuelto el 1 de febrero de 1936.